# 予備校文化
予備校文化（よびこうぶんか）とは、日本特有の若者文化（ユース・カルチャー）の一種であり、大学受験予備校に通う生徒（特に浪人生）の間に生まれるものを指す。また、大手予備校においては、著名講師・名物講師が多く出講していることから、学校文化としての側面も強い。人気講師の講義には多くの立ち見がいて、廊下まで溢れていた。そのため人気講師は、今では考えられないぐらいの高収入を得ていた。学校教師ほどコンプライアンスが求められず、人気さえあれば何をやっても許される雰囲気があった。そのため破天荒な人気講師も沢山おり、楽しい雰囲気であった。雑談・武勇伝ばかりだけど、面白いから生徒が集まる＝もはや先生ではなく芸人になっていた。最近は少子化・保護者の厳しい目もあり、コンプライアンス・成績向上を求められるようになっている。

## 概説
1980年代の予備校文化は、『ザ・予備校』（1986年、第三書館）、『増補 ザ・予備校 87年度版』（1987年、第三書館）に詳しい。当時、全国に存在した多くの予備校を知る貴重な資料となっている。また、紹介された講師の中には、現在も活躍を続けている人々も見受けられる。
1990年には、「予備校ブギ」というドラマも放送された。当時は第二次ベビーブームで子供が多く、そのため受験戦争が激化して予備校に通う割合も高かった。